# Pochette (instrument)
Pour les articles homonymes, voir pochette.

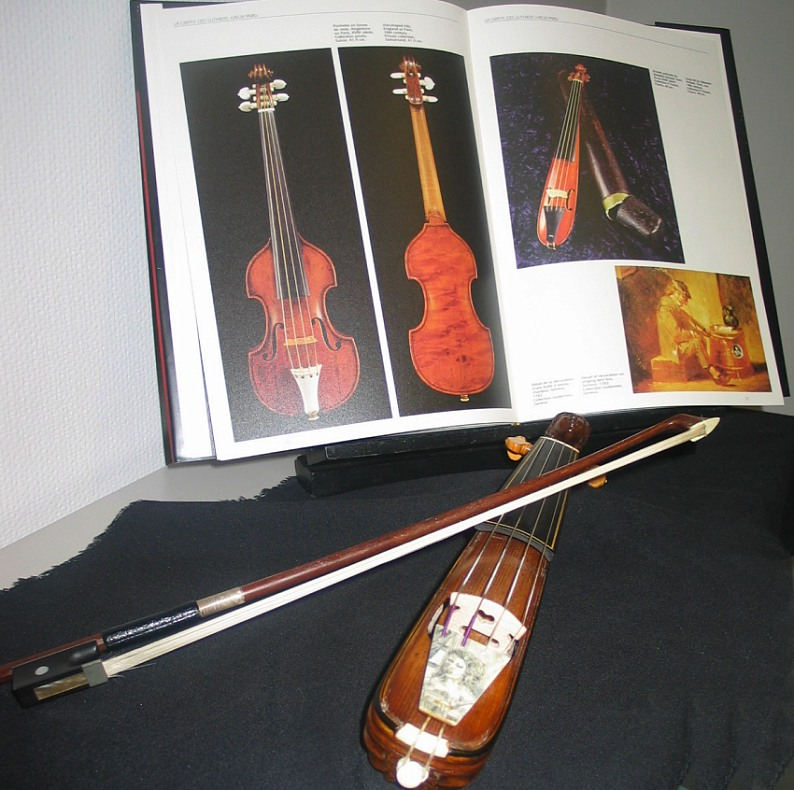

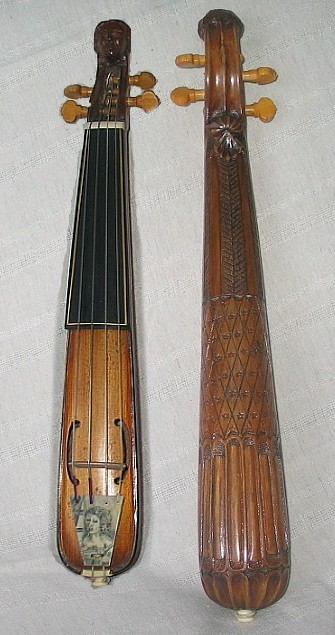

La pochette est le violon du maître à danser.
Cet instrument apparaît au XVIIe siècle, et disparaît au XIXe. Il sert pendant le cours de danse à marquer les pas. La pochette ne sert que rarement à l'interprétation de musique, car le son en est trop faible. Actuellement certains ensembles de musique folklorique l'utilisent avec amplification sonore.
Il en existe deux formes principales :
- forme d'un petit violon avec un long manche
- forme bateau : le corps est sculpté d'un seul bloc en bois de noyer, et la table est en bois de cyprès.

Il existe une grande variété de pochettes. De nombreux luthiers en ont fabriqué comme Stradivarius, Guarneri, etc.
Les pochettes ont aussi servi de jouets pour les enfants de la noblesse, comme celle du Grand Dauphin, avec le corps et l'archet en ivoire taillé. Un autre violon miniature de la fin du XVIIe siècle a le corps, le manche, la table de jeu et l'archet en écaille de tortue incrustée de filets d'argent.

Le célèbre clown suisse Grock a bâti sa carrière sur des numéros avec son petit violon, qui était une véritable pochette hollandaise du XVIIIe siècle.

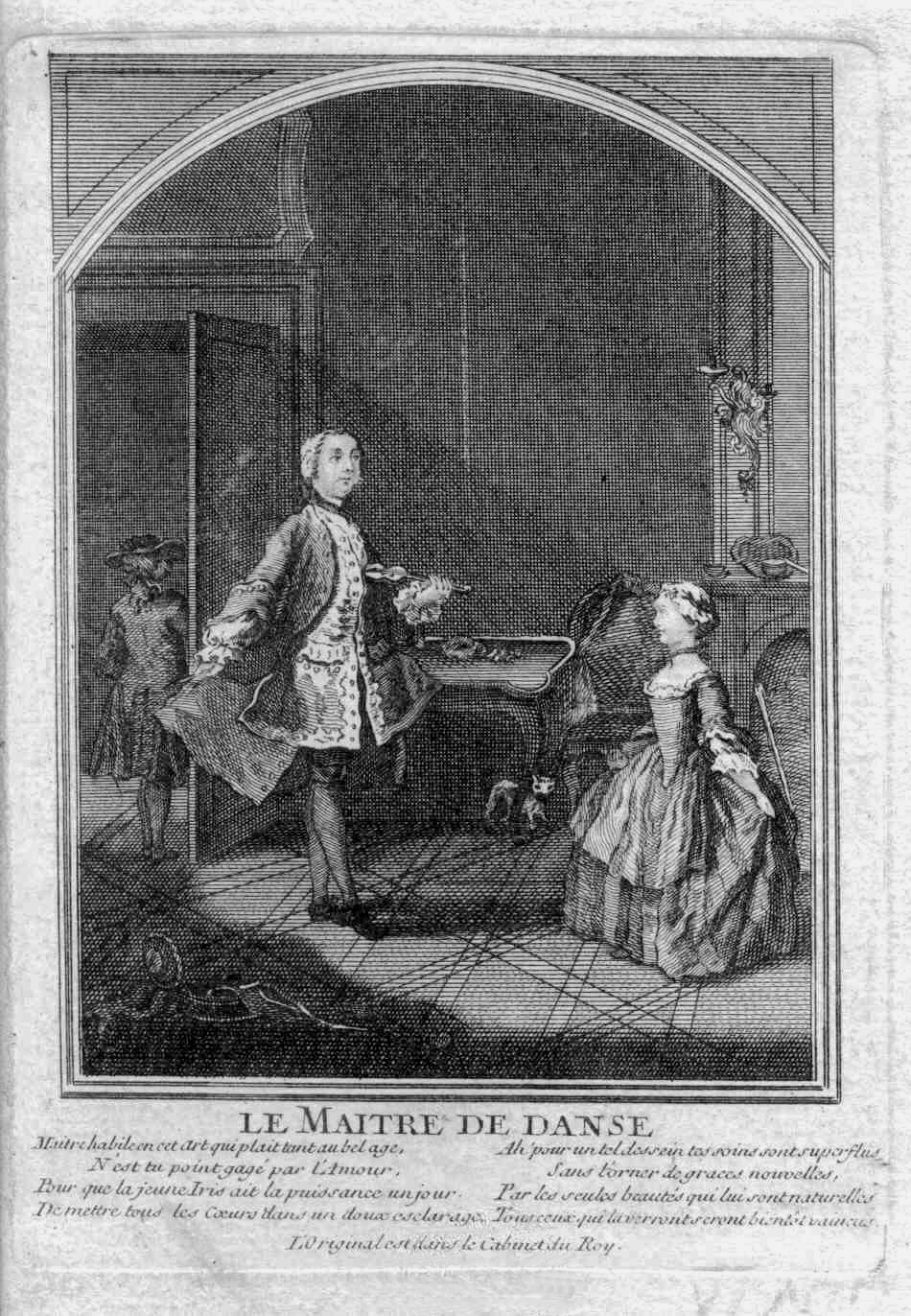
Un maître de danse au XVIIIe siècle